# 第12回日本アカデミー賞
第12回日本アカデミー賞は、1989年（平成元年）3月17日に行われた日本アカデミー賞の発表・授賞式。
東京プリンスホテルで開催され、司会は武田鉄矢とかたせ梨乃が務めた。
日本テレビの放送枠は長きにわたって『木曜スペシャル』だったが、この回から『金曜ロードショー』に変更し、『金曜ロードショー特別企画』として放送される。

## 最優秀作品賞
- 敦煌

### 優秀作品賞
- 異人たちとの夏
- ダウンタウンヒーローズ
- 華の乱
- 優駿

## 最優秀監督賞
- 佐藤純彌（敦煌）

### 優秀監督賞
- 伊丹十三（マルサの女2）
- 大林宣彦（異人たちとの夏、日本殉情伝 おかしなふたり ものくるほしきひとびとの群）
- 深作欣二（華の乱）
- 山田洋次（男はつらいよ 寅次郎物語、ダウンタウンヒーローズ）

## 最優秀脚本賞
- 市川森一（異人たちとの夏）

### 優秀脚本賞
- 伊丹十三（マルサの女2）
- 森田芳光（バカヤロー! 私、怒ってます）
- 深作欣二・筒井ともみ・神波史男（華の乱）
- 山田洋次・朝間義隆（ダウンタウンヒーローズ、椿姫、男はつらいよ 寅次郎物語）

## 最優秀主演男優賞
- 西田敏行（敦煌）

### 優秀主演男優賞
- 風間杜夫（異人たちとの夏、華の乱）
- 陣内孝則（疵、極道渡世の素敵な面々）
- ハナ肇（会社物語）
- 松田優作（嵐が丘、華の乱）

## 最優秀主演女優賞
- 吉永小百合（つる -鶴-、華の乱）

### 優秀主演女優賞
- 斉藤由貴（「さよなら」の女たち、優駿）
- 松坂慶子（女咲かせます、椿姫）
- 宮本信子（マルサの女2）
- 安田成美（バカヤロー! 私、怒ってます、マリリンに逢いたい）

## 最優秀助演男優賞
- 片岡鶴太郎（異人たちとの夏、妖女の時代）

### 優秀助演男優賞
- 緒形拳（華の乱、優駿、ラブ・ストーリーを君に）
- 川谷拓三（女咲かせます、つる-鶴-、母）
- 田中邦衛（この胸のときめきを、優駿、妖女の時代、TOMORROW 明日）
- 柳葉敏郎（四月怪談、ダウンタウンヒーローズ）

## 最優秀助演女優賞
- 石田えり（嵐が丘、ダウンタウンヒーローズ、華の乱）

### 優秀助演女優賞
- 秋吉久美子（異人たちとの夏、男はつらいよ 寅次郎物語）
- 池上季実子（華の乱）
- 樹木希林（郷愁、つる-鶴-）
- 名取裕子（異人たちとの夏、肉体の門、妖女の時代）

## 最優秀音楽賞
- 三枝成彰（椿姫、優駿）

### 優秀音楽賞
- 井上堯之（華の乱、パンダ物語）
- 佐藤勝（女咲かせます、敦煌）
- 本多俊之（マルサの女2、妖女の時代）
- 松村禎三（ダウンタウンヒーローズ、TOMORROW 明日）

## 最優秀撮影賞
- 椎塚彰（敦煌）

### 優秀撮影賞
- 木村大作（花園の迷宮、華の乱）
- 斎藤孝雄・原一民（優駿）
- 阪本善尚（異人たちとの夏）
- 鈴木達夫（疵、TOMORROW 明日、マリリンに逢いたい）

## 最優秀照明賞
- 梅谷茂（敦煌）

### 優秀照明賞
- 増田悦章（花園の迷宮、華の乱）
- 望月英樹（優駿）
- 佐久間丈彦（異人たちとの夏）
- 水野研一（疵、TOMORROW 明日、マリリンに逢いたい）

## 最優秀美術賞
- 徳田博・寇鴻烈（敦煌）

### 優秀美術賞
- 朝倉摂・志村恒男（つる-鶴-）
- 木村威夫・池谷仙克（帝都物語）
- 薩谷和夫（異人たちとの夏、日本殉情伝 おかしなふたり ものくるほしきひとびとの群）
- 内藤昭（姐御、TOMORROW 明日、華の乱）

## 最優秀録音賞
- 橋本泰夫・橋本文雄（敦煌）

### 優秀録音賞
- 島田満・小尾幸魚（異人たちとの夏）
- 鈴木功・松本隆司（男はつらいよ 寅次郎物語、ダウンタウンヒーローズ）
- 信岡実（優駿、リボルバー）
- 平井清重・荒川輝彦（華の乱）

## 最優秀編集賞
- 鈴木晄（行き止まりの挽歌 ブレイクアウト、海へ 〜See you〜、噛む女、敦煌、マルサの女2）

### 優秀編集賞
- 市田勇（姐御／花園の迷宮／華の乱／肉体の門）
- 浦岡敬一（帝都物語／優駿）
- 太田和夫（異人たちとの夏／女咲かせます）
- 冨田功（快盗ルビイ／木村家の人びと／バカヤロー! 私、怒ってます／1999年の夏休み／待ち濡れた女）

## 最優秀外国作品賞
- ラストエンペラー

### 優秀外国作品賞
- ウォール街
- 危険な情事
- 月の輝く夜に
- フルメタル・ジャケット

## 新人俳優賞
- 緒形直人（優駿）
- 加藤昌也（マリリンに逢いたい）
- 中村橋之助（ダウンタウンヒーローズ）
- 後藤久美子（ラブ・ストーリーを君に）
- 中川安奈（敦煌）
- 宮沢りえ（ぼくらの七日間戦争）

## 話題賞

### 作品部門
- ロックよ、静かに流れよ

### 俳優部門
- 「あぶない刑事」チーム

## 特別賞企画賞
- 「敦煌」製作委員会代表 徳間康快
- 黒澤満